# P.S. アイラヴユー
『P.S. アイラヴユー』（PS, I Love You）は、アイルランド出身の女性作家セシリア・アハーンのデビュー作となる2004年出版の小説、及びそれを原作とした2007年公開のアメリカ合衆国の恋愛映画（映画の原題は『P.S. I Love You』となっている）。

## あらすじ
不動産屋で働くホリーは、アイルランド出身の夫ジェリーと暮らしている。
ジェリーはリムジンの運転手で、アイルランドの皮肉さたっぷりのジョークと歌を歌いながら、愛するホリーとチャイナタウンの小さなアパートで暮らしていた。
しかし、その生活は長くは続かず、夫ジェリーが脳腫瘍で亡くなってしまう。ホリーは哀しみに打ちひしがれる日々を送る。

## 日本語訳
『P.S.アイラヴユー』林真理子訳、小学館文庫、ISBN 409408293X、2008年8月6日発売

## 映画
監督はリチャード・ラグラヴェネーズ、出演はヒラリー・スワンクとジェラルド・バトラーなど。
アメリカでは2007年12月21日にワーナー・ブラザース配給で公開。日本では2008年10月18日にムービー・アイ/東宝東和共同配給で公開。

### ストーリー
アメリカはニューヨーク、マンハッタンに住むホリーは、最近最愛の夫ジェリーを脳腫瘍で亡くした。友人や家族たちはホリーを元気付けようとするが、ホリーはどうしてもジェリーとの日々を忘れられない。そんなとき、ホリーの30歳の誕生日に、亡き夫から消印のない手紙が届く。それが夫からのメッセージの始まりで、それからホリーのもとにプレゼントやアドバイスが次々に届けられていく。少しずつ元気を取り戻してきたホリーは、手紙に導かれるまま亡き夫と出会った彼の故郷であるアイルランドへ旅立つ。やがて最後の手紙を受け取るとともに、彼女は手紙の届け主の正体を知る。

### キャスト
ホリー・ケネディ
演 - ヒラリー・スワンク、日本語吹替 - 本田貴子
夫を脳腫瘍で亡くした未亡人。
大学ではアートを専攻。職を転々としており、今は不動産会社勤務。
ジェリー・ケネディ
演 - ジェラルド・バトラー、日本語吹替 - 楠大典
ホリーの亡夫。アイルランド人。
リムジン会社を友人ジョンと始めたばかりだった。
デニース・ヘネシー
演 - リサ・クドロー、日本語吹替 - 田中敦子
ホリーの友人。恋人募集中だが男の好みがうるさい。
シャロン・マッカーシー
演 - ジーナ・ガーション
ホリーの友人で勤務先の同僚。
ジョン・マッカーシー
演 - ジェームズ・マースターズ
シャロンの夫。ジェリーのビジネスパートナー。
パトリシア・ライリー
演 - キャシー・ベイツ、日本語吹替 - 西宏子
ホリーの母。バーを経営。
夫が家出し、女手一つで娘たちを育てた。
ダニエル・コネリー
演 - ハリー・コニック・Jr、日本語吹替 - 阪口周平
パトリシアの店のバーテンダー。
女性不信だがホリーに惹かれて行く。後にホリーの相談相手に。
キアラ・ライリー
演 - ネリー・マッケイ
ホリーの妹。
ウィリアム・ギャラガー（映画オリジナルのキャラクター）
演 - ジェフリー・ディーン・モーガン
ホリーがアイルランドで出会ったミュージシャン。
ジェリーの幼なじみの親友だった。

### スタッフ
- 監督：リチャード・ラグラヴェネーズ
- 製作：ウェンディ・フィネルマン、ブロデリック・ジョンソン（英語版）、アンドリュー・A・コソーヴ、モリー・スミス（英語版）
- 製作総指揮：ジョン・H・スターク、リサ・ズパン、ジェームズ・ホランド、ドナルド・A・スター、ダニエル・J・B・テイラー
- 脚本：リチャード・ラグラヴェネーズ、スティーヴン・ロジャース（英語版）
- 撮影：テリー・ステイシー（英語版）
- プロダクションデザイン：シェパード・フランケル
- 衣装デザイン：シンディ・エヴァンス
- 編集：デヴィッド・モリッツ
- 音楽：ジョン・パウエル
- 音楽監修：メアリー・ラモス

### 主題歌
- ジェームス・ブラント「Same Mistake (PSILY ver.)」（主題歌）
- 徳永英明「小さな祈り〜P.S.アイラヴユー」（日本語版テーマソング）

### 作品の評価

#### 映画批評家によるレビュー
Rotten Tomatoesによれば、批評家の一致した見解は「ヒラリー・スワンクは、喪失と愛についての、このよくある陳腐な映画のロマンティックな主人公役にはミスキャスト。」であり、104件の評論のうち高評価は25%にあたる26件で、平均点は10点満点中4.51点となっている。
Metacriticによれば、24件の評論のうち、高評価は3件、賛否混在は12件、低評価は9件で、平均点は100点満点中39点となっている。

#### 受賞歴
- 映画館大賞「映画館スタッフが選ぶ、2008年に最もスクリーンで輝いた映画」第103位